# Serichlamys simpliciphallus
Serichlamys simpliciphallus (лат.) — вид мух-журчалок рода Serichlamys из подсемейства Microdontinae (Syrphidae). Эндемик Бразилии.

## Этимология
Название simpliciphallus — существительное, образованное от латинских слов simplex (простота) и phallus (фаллос). Оно относится к фаллосу «простой» формы у самцов этого вида, в отличие от в остальном морфологически очень похожего S. serpentiphallus.

## Распространение
Встречается на территории Южной Америки: Бразилия (штат Сан-Паулу).

## Описание
Муха-журчалка длиной 8—9 мм. Вместе с Serichlamys serpentiphallus и S. spathulata этот вид принадлежит к группе из трёх видов, большинство экземпляров которых имеют дорсовентрально уплощённые, ложкообразные калькары на скутеллюме. От S. spathulata он отличается наличием отдельных пятен микротрихий на тергите 2, коричневым постпедицелем и строением мужских гениталий. От S. simpliciphallus этот вид можно надёжно отличить только по строению мужских гениталий, в первую очередь по форме фаллоса: S-образный у S. serpentiphallus, прямой у S. simpliciphallus. Другие признаки, такие как окраска покровов и щетинковидность, а также распределение микротрихий на тергитах, оказались слишком изменчивыми среди изученных особей. Самки в настоящее время неотличимы от S. serpentiphallus.

## Таксономия
Вид был впервые описан в 2025 году голландским диптерологом Menno Reemer (Naturalis Biodiversity Center, Лейден, Нидерланды) и эквадорским энтомологом Ximo Mengual (Instituto Nacional de Biodiversidad, Кито, Эквадор).